# نیو مارکت (شهرستان میدلسکس، نیوجرسی)
نیو مارکت (به انگلیسی: New Market) یک منطقهٔ مسکونی در ایالات متحده آمریکا است که در پیسکتاوای، نیوجرسی واقع شده‌است. نیو مارکت ۲۲٫۸۶ متر بالاتر از سطح دریا واقع شده‌است.